# Concertació de Partits per la Democràcia
La Concertació de Partits per la Democràcia (coneguda simplement com a Concertació) és una coalició política de partits polítics xilens de centre i esquerra moderada, la qual ha governat Xile des de l'11 de març de 1990. Va aglutinar a l'oposició de la dictadura d'Augusto Pinochet, arribant a triomfar unida al plebiscit nacional del 5 d'octubre de 1988. Nascuda com Concertació de Partits pel No, ha arribat a triomfar en totes les eleccions des del 1989 fins al 2010, any que va guanyar el candidat de la dreta. A l'elecció de 2009-2010, va perdre la presidència de la República, donant pas a el govern de la Coalició pel Canvi encapçalat per Sebastián Piñera, elegit president de Xile per al període 2010-2014.
Estava integrada pels partits Demòcrata Cristià (DC), Per la Democràcia (PPD), Radical Socialdemòcrata (PRSD) i diverses orgàniques de el Partit Socialista de l'època (PS-Núñez, PS-Almeyda, PS-Mandujano, PS-Històric, USOPO, etc). A aquests, se sumaven originalment el MAPU Obrer Camperol, el Partit Liberal i altres moviments civils dels anys 1980, avui tots desapareguts o fusionats en altres partits. Posteriorment, els seus partits membres van formar part del conglomerat anomenat Nova Majoria, que inclou a el Partit Comunista i el Moviment Ampli Social, entre d'altres.
El seu emblema, l'arc iris, representa la varietat de projectes i interessos que conflueixen a la coalició, els quals inclouen socialistes, socialdemòcrates i democratacristianes. Els principals partits que la conformen són: el Demòcrata Cristià, per la Democràcia, Radical i Socialista.

## Història

### Antecedents i creació
Al març de 1987, la llei 18603, Orgànica Constitucional dels Partits Polítics, va permetre que les organitzacions i moviments contraris a la dictadura militar, que fins a aquest llavors funcionaven en la clandestinitat, poguessin reorganitzar legalment com partits polítics. D'aquesta manera es van legalitzar els partits polítics preexistents a 1973, com el Partit Demòcrata Cristià i el Partit Radical, entre d'altres, i es van crear una desena d'altres partits nous o que constituïen faccions d'altres partits antics.
Segons les disposicions transitòries de la Constitució Política de 1980, el règim liderat per Augusto Pinochet havia de cessar en el càrrec l'11 de març de 1989. En els noranta dies previs la Junta hauria de proposar un nou candidat a president que havia de ser ratificat per plebiscit. Aquesta consulta va ser fixada pel 5 d'octubre de 1988, i el 30 d'agost d'aquest any, la Junta militar va proposar a Pinochet com a candidat per seguir en el càrrec vuit anys. De ser rebutjat el candidat de règim, s'havia de convocar a eleccions obertes per elegir un nou president.
Nascuda originalment com Concertació de Partits pel No (en referència a l'anomenat plebiscit nacional de 1988) per a oposar-se a la continuïtat de la dictadura militar d'Augusto Pinochet després de més d'una dècada en el poder, el qual va aconseguir a través del Cop d'estat de l'11 de setembre de 1973, derrocant el govern d'unitat popular encapçalat pel socialista Salvador Allende. El plebiscit va ser convocat d'acord amb les disposicions transitòries (27 a 29) de la Constitució Política de 1980, per a decidir si Augusto Pinochet seguiria com a president del país fins a 1997.
Els 17 partits i dirigents que van conformar el primer Consell de Presidents de Partits van ser:
| Partido                                      | Cargo             | Líder                  | Notas                                         |
| -------------------------------------------- | ----------------- | ---------------------- | --------------------------------------------- |
| Demócrata Cristiano (PDC)                    | President         | Patricio Aylwin        | Nomenat portaveu de la Concertació.           |
| Demócrata Cristiano (PDC)                    |                   | Genaro Arriagada       | Nomenat secretari executiu de la Concertació. |
| Socialista (PS)                              | Secretari General | Clodomiro Almeyda      | Líder del ala «PS-Almeyda».                   |
| Socialista (PS)                              | Secretari General | Juan Gutiérrez Soto    | Líder del ala «PS-Histórico».                 |
| Socialista (PS)                              | Secretari General | Manuel Mandujano       | Líder del ala «PS-Mandujano».                 |
| Socialista (PS)                              | Secretari General | Ricardo Núñez          | Líder del XXIV Congres del PS.                |
| Por la Democracia (PPD)                      | President         | Ricardo Lagos          |                                               |
| Unión Socialista Popular (USOPO)             | President         | Ramón Silva            |                                               |
| Radical (PR)                                 | Presidente        | Enrique Silva Cimma    |                                               |
| Radical Socialista Democrático (PRSD)        | President         | Luis Fernando Luengo   |                                               |
| Social Democracia (SDCH)                     | President         | Amador Navarro         |                                               |
| Democrático Nacional (PADENA)                | President         | Wolfgang Prieur        |                                               |
| Movimiento de Acción Popular Unitaria (MAPU) | Secretari General | Víctor Barrueto        |                                               |
| MAPU Obrero Campesino (MAPU-OC)              | Secretari General | Fernando Ávila Illanes |                                               |
| Izquierda Cristiana (IC)                     | Coordinador       | Luis Maira             |                                               |
| Humanista (PH)                               | President         | José Tomás Sáenz       |                                               |
| Unión Liberal-Republicana (ULR)              | President         | Hugo Zepeda Barrios    |                                               |
| Los Verdes (PLV)                             | President         | Andrés Koryzma         | [ nota 3 ]                                    |

Va assolir la seva primera victòria al vèncer el "No" en el Plebiscit Nacional de 1988 per un 55,99% contra un 44,01%. Producte d'aquest triomf, Pinochet va convocar eleccions per a triar un president i un Congrés Nacional. La coalició va mantenir la disciplina interna, i d'aquesta forma va presentar com candidat únic a l'elecció presidencial de 1989 al líder democratacristià Patricio Aylwin. A més de guanyar en primera volta amb la majoria absoluta dels vots (55,2% dels vots), dels diputats i senadors que disputaven càrrecs va assolir una clara majoria, encara que per la naturalesa del sistema no va obtenir el control del Senat.
Durant el primer govern concentracionista, l'aliança va mantenir un destacable treball de base i disciplina electoral, guanyant les primeres eleccions municipals i les següents en les quals es va renovar la totalitat de la Càmera i una meitat del Senat. En aquest mateix moment la coalició va assolir triar al seu segon president, el democratacristià Eduardo Frei Ruiz-Tagle. D'aquí en endavant la Concertació s'ha mantingut en el primer lloc en totes les eleccions, mentre que l'oposició aglutinada entorn de la" Aliança per Xile" s'ha vist relegada a un constant segon lloc. Cal destacar que en les eleccions presidencials de Ricardo Lagos i de Michelle Bachelet l'oposició va estar a escassos punts de guanyar als oficialistes i va obligar en ambdós casos a una segona volta electoral.
Des de la seva creació, la Concertació ha sorgit com l'agrupació política més longeva en la història contemporània de Xile, destacant-se d'ella la disciplina electoral i la capacitat de compatibilitzar en el seu interior l'" humanisme cristià" i l'"humanisme laic", a més de punts de vista distints entorn de la política econòmica i social del país. Malgrat discrepàncies, han assolit dur a terme governs amb polítiques consensuades en aquestes àrees, llevat en l'anomenada "agenda valórica" (avortament, matrimonis homosexuals, eutanàsia, etc.), en la qual el PDC tendeix a aliar-se amb l'oposició conservadora.
La Concertació va mantenir les polítiques econòmiques liberals del govern militar, el que es va traduir en un important creixement econòmic durant els dos primers governs. Després de la crisi asiàtica de 1998, no s'ha assolit tornar a aquelles taxes de creixement, principalment a causa de majors regulacions governamentals i majors impostos.
En commemoració al triomf del 5 d'octubre, aquest dia ha passat a ser la festa de la coalició i dels governs que l'han encapçalat. És tradicional que el President es reuneixi aquest dia amb els presidents, dirigents i col·laboradors dels partits que formen l'aliança.

## Governs
La Concertació de Partits per la Democràcia ha governat al país durant quatre períodes consecutius sota el mandat de dos democristians i dos socialistes:
- Patricio Aylwin Azócar (PDC), president de Xile entre 1990 i 1994.
- Eduardo Frei Ruiz-Tagle (PDC), president de Xile entre 1994 i 2000.
- Ricardo Lagos Escobar (PPD-PS), president de Xile entre 2000 i 2006.
- Michelle Bachelet (PS), presidenta de Xile entre 2006 i 2010.